# Virginia López (Sängerin)
Virginia López (Dolores Virginia Rivera García; * 29. November 1928 in New York City; † 3. Februar 2024 in Puerto Rico) war eine puerto-ricanische Sängerin.

## Leben
López begann als Kind zu singen, wobei sie die berühmte Libertad Lamarque imitierte. Anfang der 1950er Jahre nahm sie ihre erste Schallplatte mit dem Gitarristen Luis Lija auf. Es folgten zehn Alben mit Chago Alvarado, dem Mitglied und Komponisten des Trío San Juan. Erste internationale Erfolge brachten die Titel Tan lejos und Cariñito azucarado.
Durch Radiosendungen wurde sie Mitte der 1950er Jahre in Mexiko sehr populär. Sie reiste 1957 dorthin, und Aufnahmen bei RCA Records wie Osito de felpa, Por equivocación und Te odio y te quiero machten ihre Stimme in ganz Lateinamerika, vielen europäischen Ländern und Japan bekannt. In Mexiko lernte sie auch ihren späteren Ehemann Charlie López kennen. Sie wurde in Mexiko mit dem Discómetro de Oro ausgezeichnet und gewann 1958 in Puerto Rico den Preis des Festival de Codazos. In den 1960er Jahren zog sie sich weitgehend vom Musikbetrieb zurück. 1972 nahm sie ihre Laufbahn mit einem Auftritt in Mexiko wieder auf.